# Niedersächsisches Kultusministerium

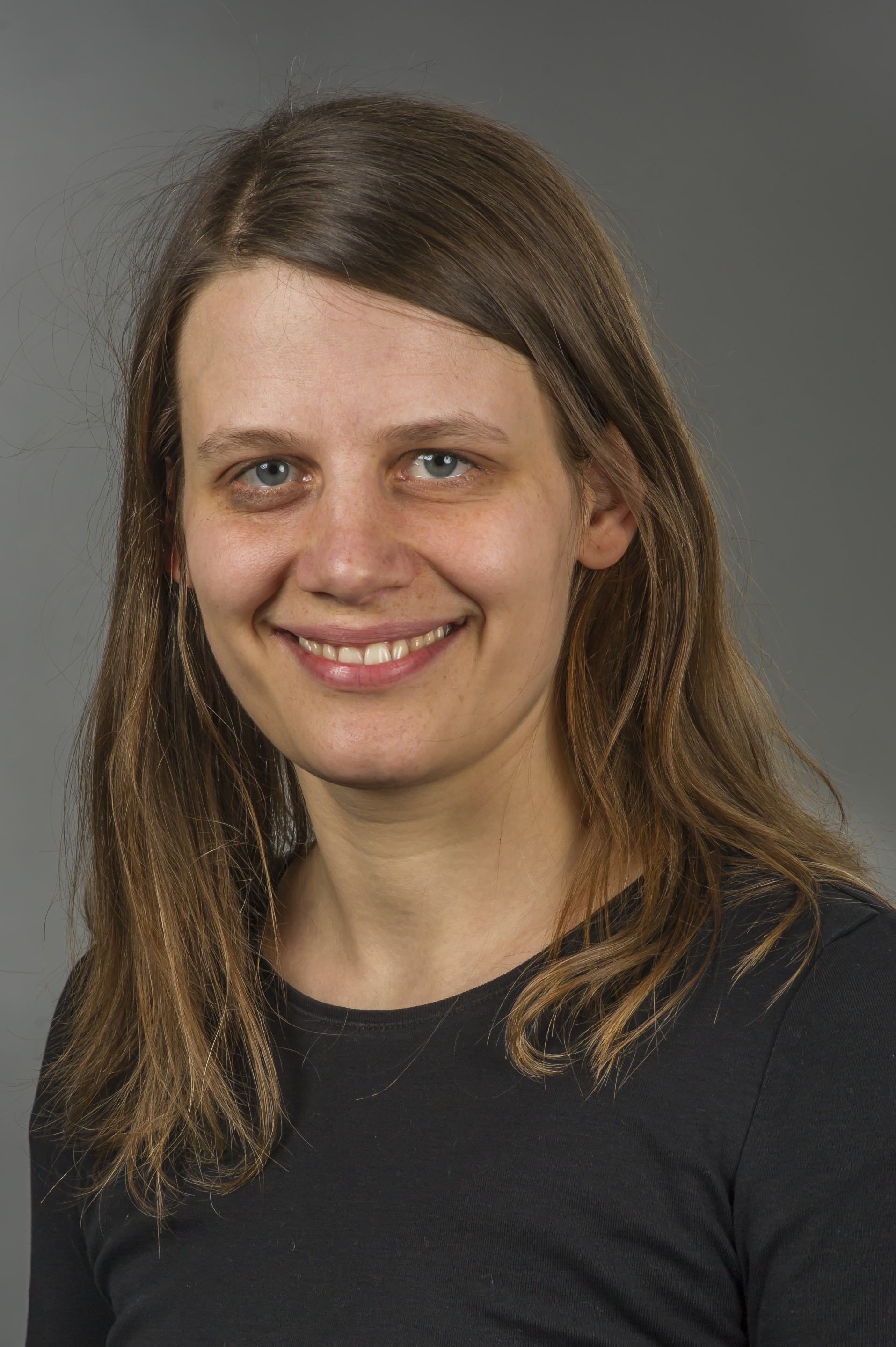
Kultusministerin Julia Hamburg

Das Niedersächsische Kultusministerium (MK) ist eines von zehn Ministerien des Landes Niedersachsen. Es hat seinen Sitz an der Hans-Böckler-Allee in der Nähe des Braunschweiger Platzes in der niedersächsischen Landeshauptstadt Hannover.
Geleitet wird das Ministerium seit 2022 von Julia Hamburg (Grüne), Staatssekretäre sind seit November 2022 Marco Hartrich und Andrea Hoops. Eine vollständige Auflistung der bisherigen Minister für Kultus und Bildung findet sich unter Liste der Kultusminister von Niedersachsen.

## Aufgaben
Der Geschäftsbereich umfasst insbesondere folgende Angelegenheiten:
- Tageseinrichtungen und Tagespflege für Kinder
- Allgemeinbildende Schulen (Grundschulen, Hauptschulen, Realschulen, Oberschulen, Gymnasien, Gesamtschulen, Abendgymnasien und Kollegs, Förderschulen, Auslandsschulen, Schulen in freier Trägerschaft)
- Aus-, Fort- und Weiterbildung der Lehrkräfte
- Berufliche Bildung (Berufsbildende Schulen einschließlich Schulen in freier Trägerschaft, Ausbildung in den anderen als ärztlichen Heilberufen, betriebliche Berufsbildung)
- Angelegenheiten der Gedenkstätten
- Angelegenheiten der Kirchen und Religionsgemeinschaften

## Organisation
Das Ministerium ist neben dem Ministerbüro in sechs Abteilungen untergliedert:
- Referatsgruppe K: Koordinierung und Planung
- Abteilung 1: Zentrale Aufgaben
- Abteilung 2: Schulformübergreifende Angelegenheiten
- Abteilung 3: Allgemein bildendes Schulwesen, Kirchen
- Abteilung 4: Berufliche Bildung
- Abteilung 5: Frühkindliche Bildung, Inklusion, Digitalisierung

Zum Geschäftsbereich gehören die Regionalen Landesämter für Schule und Bildung (RLSB) und das Niedersächsische Landesinstitut für schulische Qualitätsentwicklung.

## Dienstgebäude

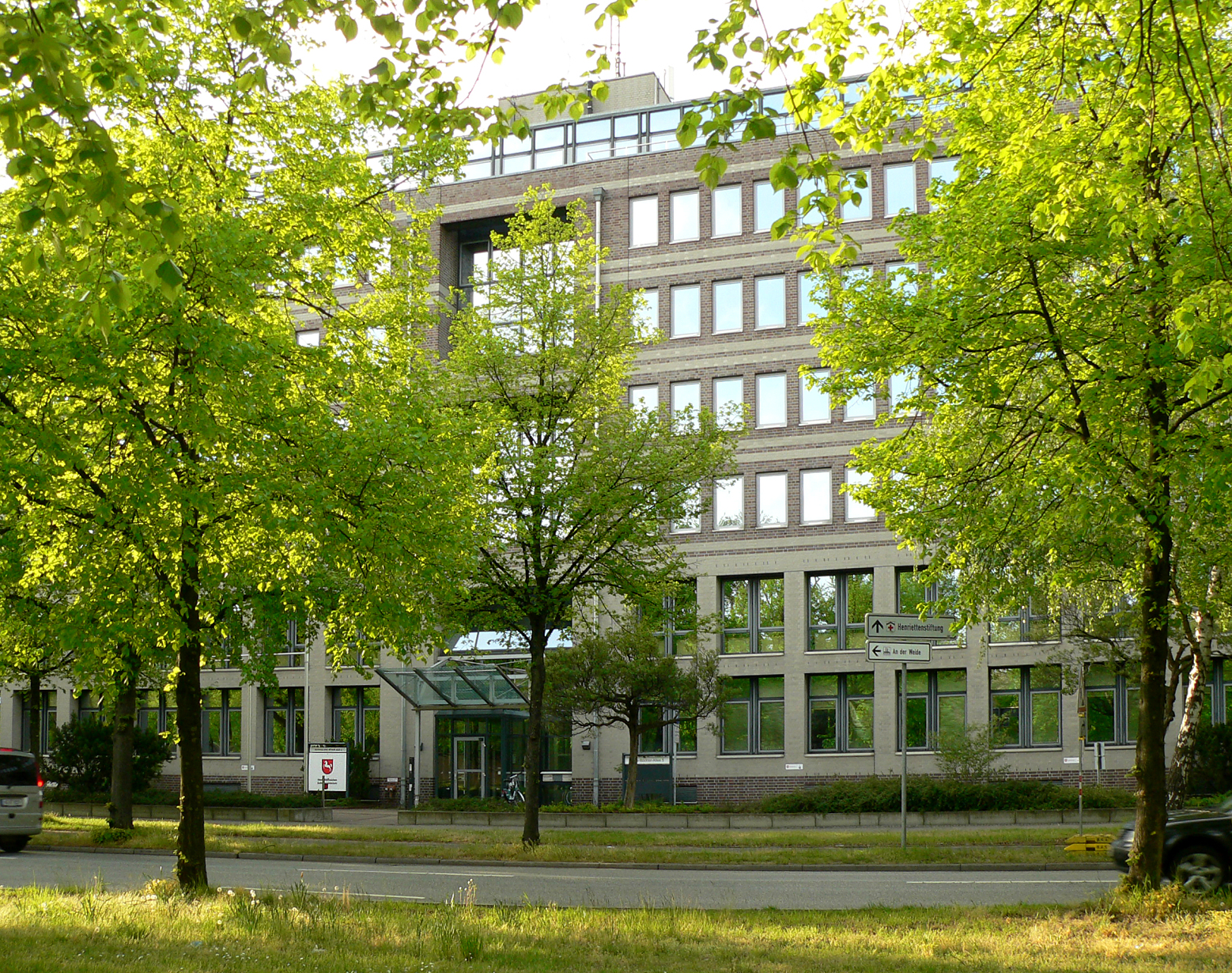
Ministeriumssitz an der Hans-Böckler-Allee in Hannover

Nach seiner Gründung wurde das Kultusministerium in einem ehemaligen Privathaus in der Hohenzollernstraße untergebracht. Bereits 1948 erfolgte ein Umzug an den Schiffgraben. Wegen der Vergrößerung des Aufgabengebiets wurden weitere Dienstgebäude in der Hedwigstraße, der Bertastraße und in der Marienstraße genutzt.
Mit dem Ziel, sämtliche Abteilungen in einem Gebäude unterzubringen, zog das Ministerium 2019 
in eine angemietete Liegenschaft an der Hans-Böckler-Allee in Hannover. Sie ist seither offizieller Sitz des Ministeriums. Dort sind die Abteilungen 1, 5 sowie Teile der Abteilung 2, das Referat 01, das Ministerbüro und die Pressestelle untergebracht. Die übrigen Referate arbeiten bis auf weiteres an den Standorten Schiffgraben, Bertastraße und Marienstraße.